# 藤原訓儒麻呂
藤原 訓儒麻呂（ふじわら の くすまろ） は、奈良時代の貴族。名は久須麻呂とも記される。初名は浄弁。氏姓は藤原朝臣のち藤原恵美朝臣。藤原南家、太師・藤原仲麻呂の三男。官位は従四位下・参議。

## 経歴
天平宝字2年（758年）正月に東海東山道問民苦使となる。同年7月に問民苦使の職務を通じて以下対応を行っている。
- 東海・東山両道の人民からの要望を受け入れて行われた、天平勝宝9歳（757年）の恩詔による租税の対象年齢の1歳繰り上げが正丁と中男に限定されていることから、老丁・耆老も同様に繰り下げるべき旨を奏上する。この提案は認められて、60歳は老丁、65歳は耆老として扱うように変更された[1]。
- 下野国の毛野川（鬼怒川）について、洪水を防ぐために掘削して新しく水路を造る必要性を詳しく記載した書類を作成し、太政官に提出した[2]。

同年8月に父の藤原仲麻呂が推す大炊王が即位する（淳仁天皇）。仲麻呂とその子息は藤原恵美朝臣の美称に改姓するとともに、仲麻呂は太保（右大臣）に任ぜられ、訓儒麻呂も二階昇進して従五位下に叙爵される。訓儒麻呂は翌天平宝字3年（759年）にも四階昇進して従四位下に叙せられ、美濃守に任じられる。天平宝字6年（762年）8月に文部大輔・中臣清麻呂らとともに中宮院（淳仁天皇の御在所）に侍し、勅旨の宣布・伝達を行うよう命じられる（この時の官職は左右京尹）。同年12月には兄弟の真先、朝狩とともに参議に任じられ、太師（太政大臣）の仲麻呂に参議の若い3人の子息を加えて、親子4人が同時に公卿に列す前代未聞の状態となる。
位人臣を極めて栄耀栄華を誇った仲麻呂一族だが、孝謙上皇が弓削道鏡を寵愛するようになって運命は暗転する。天平宝字6年（762年）6月に仲麻呂が淳仁天皇を通じて道鏡への寵愛を諌めたところ、孝謙上皇は出家して尼になるとともに、淳仁天皇から国家の大事・賞罰の大権を奪うことを宣言する。孝謙上皇の道鏡への寵愛はさらに深まり、仲麻呂は危機感を持つようになる。

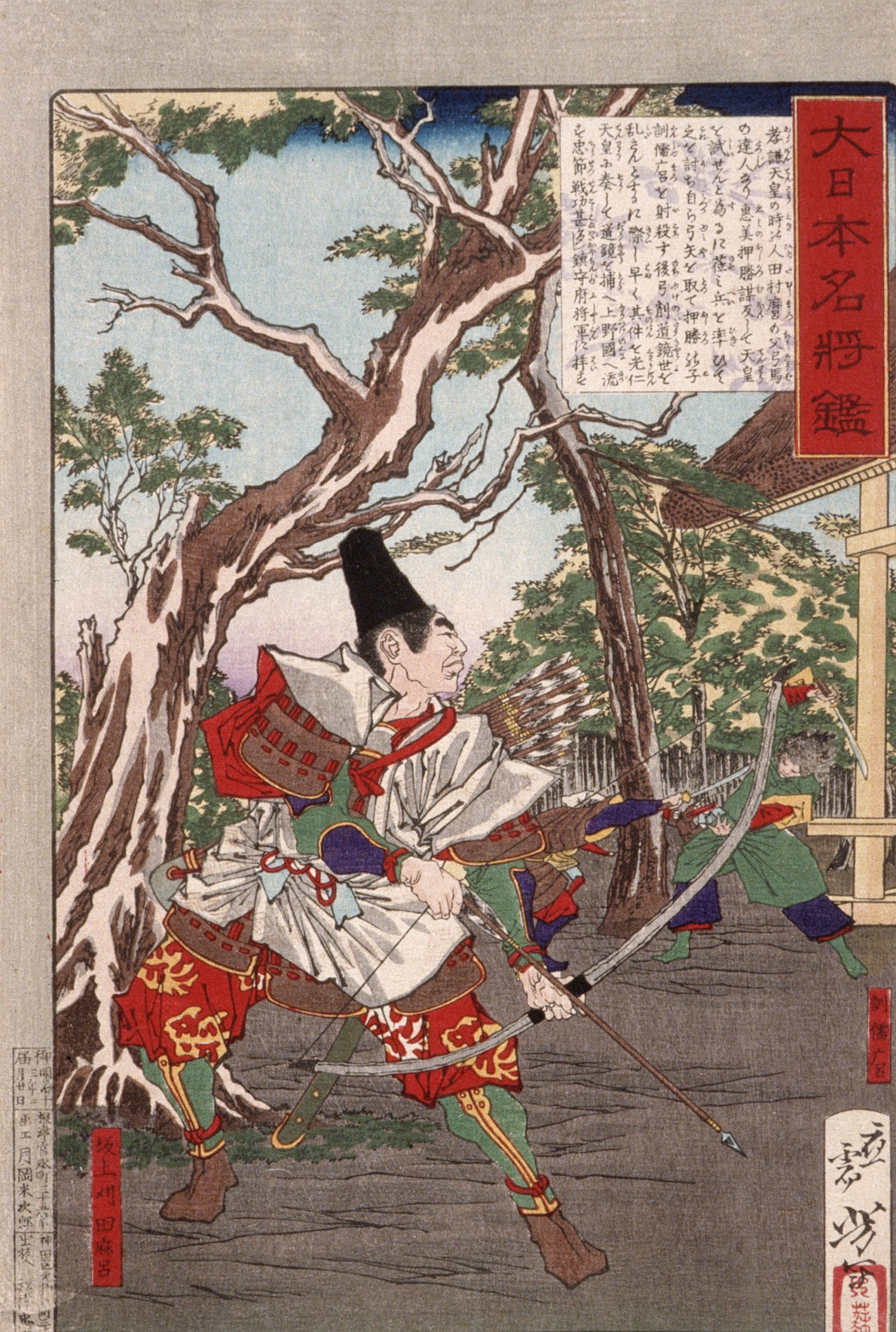
坂上苅田麻呂が訓儒麻呂を射ようとする場面を描いた月岡芳年の作

天平宝字8年（764年）9月3日に仲麻呂は都督四畿内三関近江丹波播磨等国兵事使になり軍権を手にして反乱を計画するが、密告により発覚。9月11日に孝謙上皇は先手を打って少納言・山村王を中宮院に派遣して、皇権の発動に必要な駅鈴と内印（天皇の御璽）を回収させた。この報に接した仲麻呂は中宮院に侍していた訓儒麻呂に奪回を命じ、訓儒麻呂は手勢を率いて山村王の帰路を待ち伏せして襲い、駅鈴と内印を奪い返す。孝謙上皇は直ちに授刀少尉・坂上苅田麻呂と将曹・牡鹿嶋足を出動させる。訓儒麻呂の手勢と苅田麻呂たちの軍勢とが交戦し、訓儒麻呂は射殺された（藤原仲麻呂の乱）。

## 人物
天平宝字4年（760年）から天平宝字6年（762年）頃に久須麻呂が大伴家持に対して子息の妻に娘をほしいと伝えたが、家持は娘の成長を待ってほしいと婉曲に断った、とのやりとりを伝える贈答歌が『万葉集』に残っている。
自邸に写経所を有していたと見られる。

## 官歴
注記のないものは『続日本紀』による。
- 時期不詳：正六位下
- 天平宝字2年（758年） 正月5日：東海東山道問民苦使。日付不詳：久須麻呂に改名。8月1日：従五位下（越階）。8月25日：藤原恵美朝臣に改姓。日付不詳：式部少輔[5]
- 天平宝字3年（759年） 5月17日：美濃守。6月16日：従四位下（越階）
- 天平宝字4年（760年） 6月7日：御装束司（光明皇太后葬儀）
- 天平宝字5年（761年） 正月16日：大和守
- 天平宝字6年（762年） 8月11日：見左右京尹。12月1日：参議
- 天平宝字7年（763年） 4月14日：兼丹波守

## 系譜
『尊卑分脈』による。
- 父：藤原仲麻呂
- 母：藤原宇比良古（藤原房前の娘）
- 妻：山縵女王（三島王の女）
  - 男子：藤原三岡

訓儒麻呂は天武天皇の曾孫にあたる三世王の山縵女王（加豆良女王）を妻としたが、これは奈良時代に臣下が皇親を妻とした数少ない事例である。これは、当時強力な権力を握っていた藤原仲麻呂が皇親と姻戚関係を結ぶことで、自らの家を皇室と対等の地位に置こうとしたものと考えられている。